# Гръбначномозъчни нерви
Гръбначномозъчните нерви (на латински: nervi spinales) водят началото си от струпвания на неврони (ядра) в гръбначния мозък. Те излизат от междупрешленните отвори на гръбначния стълб и имат метамерен строеж. При човека те са 31 билатерално симетрични двойки (чифта):
- 8 шийни (на латински: nervi cervicales; съкратено изписване: C1 – C8);
- 12 гръдни (на латински: nervi thoracales; съкратено изписване: T1 – T12);
- 5 поясни (на латински: nervi lumbales; съкратено изписване: L1 – L5);
- 5 кръстцови (на латински: nervi sacrales; съкратено изписване: S1 – S5);
- 1 опашен (на латински: nervus coccygealis; съкратено изписване: Co1).

Всеки чифт гръбначномозъчни нерви се състои от два билатерално симетрични нерва – ляв (на латински: nervus sinister) и десен (на латински: nervus dexter). Всеки периферен нерв е свързан с гръбначния мозък чрез две коренчета – задно (дорзално, постериорно) чувствително (аферентено) и предно (вентрално, антериорно) двигателно (еферентено). В гръбначномозъчния канал, встрани от гръбначния мозък, двете коренчета се съединяват в общ ствол – на латински: truncus n. spinalis.
Стволовете на гръбначномозъчните нерви излизат последователно от двете страни (лява и дясна) през междупрешленните отвори между съчлененията на прешлените, по дължината на гръбначния стълб. След излизането си от гръбначномозъчния канал, задното коренче на нервния ствол образува гръбначномозъчен ганглий (на латински: ganglion spinale). Нервните влакна на предното коренче преминават непрекъснато покрай ганглия на задното и образуват ганглии в тъканите и органите, които инервират.
След излизането си от междупрешленния отвор, стволът на всеки гръбначномозъчен нерв се разделя на четири клона:
- заден клон (на латински: ramus dorsalis) – към гръбната мускулатура и покриващата я кожа;
- преден клон (на латински: ramus ventralis) – към предната част на туловището и крайниците;
- бели съединителни клонове (на латински: rami communicantes albi) – към симпатиковия дял за инервация на вътрешните органи и кръвоносните съдове;
- менингеален клон – за инервация на обвивките на гръбначния мозък, обратно през междупрешленния отвор.